# サイン (2011年の韓国のテレビドラマ)
『サイン』（ハングル表記：싸인）は、2011年1月5日から3月10日まで韓国SBSにて制作・放送されたテレビドラマである。全20話。
2019年7月期に日本のテレビ朝日系でリメイク作品化。

## 概要
SBSの水木ドラマ枠であるSBSドラマスペシャル（SBS 드라마 스페셜）向けに制作・放送された、韓国初の医療サスペンスドラマである。当初は『ヘブン』（헤븐）というタイトルであったが、後現在のタイトルへの変更が発表された。映画監督のチャン・ハンジュンと妻で脚本家のキム・ウニが共同で脚本を執筆し、チャンとキム・ヨンミンが共同で演出を担当した。チャンにとって初のテレビドラマ演出ということで話題となったが10話の収録を終えた時点で降板し、11話からはキム・ヒョンシクとキム・ヨンミンが演出することとなった。
国立科学捜査研究院の法医学官が新人女性法医学官とコンビを組み、さまざまな事件の真相を追い求め、それらを隠蔽しようとする権力に立ち向かっていく様子が作品のテーマ。放送開始直後は他局で放送されていた『マイ・プリンセス』が視聴率で上回っていたが、放送を重ねるにつれて視聴率は上昇し2月には20%台、最終話では25.5%を記録した。

## 登場人物
登場人物はに基づく。
ユン・ジフン
演 - パク・シニャン
本作品の主人公。国立科学捜査研究院勤務の法医官。
コ・ダギョン
演 - キム・アジュン
ソウル地方警察庁検視官→国立科学捜査研究院の法医官へ転職。初仕事がソ・ユニョンの事件で、現場でジフンと出会ったことをきっかけに法医官へと進路を変更する。
イ・ミョンハン
演 - チョン・グァンリョル
サンムン大学法医学科長→国立科学捜査研究院院長。チョン・ビョンドの後任として院長に就任する。
チョン・ウジン
演 - オム・ジウォン
中央地方検察強力係検事でジフンの元彼女。
チェ・イハン
演 - チョン・ギョウン
松坡警察署強力係刑事。
チョン・ビョンド
演 - ソン・ジェホ
国立科学捜査研究院院長でジフンの父親代わり。ソ・ユニョン事件の責任を取り院長を辞任した。
チャン・ミンソク
演 - チャン・ヒョンソン
弁護士。
チェ・ジョンソプ
演 - キム・ウンス
チェ・イハンの父で中央地方検察部長検事（チョン・ウジンの上司）→最高検監察本部。
ホン・スクチュ
演 - アン・ムンスク
国立科学捜査研究院 法科学部薬毒物課職員。
キム・ワンテ
演 - チョン・ウンピョ
国立科学捜査研究院 法医学部研究者。
チャン・ジェヨン
演 - イム・ホゴル
国立科学捜査研究院 法医学部研究者。
アン・ソンジン
演 - ムン・チョンシク
国立科学捜査研究院 法医学部研究者。
ク・ソンテ
演 - クォン・ビョンギル
チュ・イニョク
演 - イ・ジョンホン
国立科学捜査研究院　法医官→法医学部長。
パク・テギュ
演 - キム・ギョンボム
コ・ガンシク
演 - チョン・スンホ
コ・ダギョンの父。
カン・ソヨン
演 - ファン・ソニ
ソ・ユニョン事件の犯人。
カン・ジュニョク
演 - パク・ヨンジ
次期大統領候補と目される国会議員。ソヨンの父。
ソ・ユニョン
演 - ゴニル（超新星）
アイドルグループ「ヴォイス」のボーカル。コンサート中に楽屋で遺体となって発見される。
イ・ホジン
演 - キム・ソンオ
ゲーム会社の社員。自分のシナリオ通りに相手を襲う通り魔殺人事件の犯人。
オ・ジェウォン
演 - オ・ヒョンチョル
ホジンの同僚であり共犯。

## 韓国国外での放送

### 香港
CS局有線電視系チャンネルのひとつ香港有線電視娯楽台（香港有線電視娛樂台/高清娛樂台）にて2011年8月24日から9月27日まで、月曜日から金曜日までの23時から放送された。『sign法證狂人』のタイトルが用いられた。

### 日本
スカパー系チャンネルKNTVにて2012年3月12日から4月6日まで放送された後、BS朝日にて2012年7月16日から10月1日まで放送された。。

### 台湾
CS系チャンネルヴィデオランド・ドラマチャンネル（緯來戲劇台）にて、2012年6月22日から7月10日まで、月曜日から金曜日までの23時から放送された。『白色追緝令Sign』のタイトルが用いられた。

## 日本版
『サイン-法医学者 柚木貴志の事件-』（サイン ほういがくしゃ ゆずきたかしのじけん）のタイトルで、2019年7月11日から9月12日まで毎週木曜21時 - 21時54分にテレビ朝日系「木曜ドラマ」で放送された。主演は民放連続ドラマ初主演となる大森南朋。

### キャスト

#### 日本法医学研究院
柚木貴志（ゆずき たかし）〈43〉
演 - 大森南朋（高校時代：望月歩）
厚生労働省・警察庁共同管轄の日本法医学研究院に所属する解剖医。景たちの部下から「〇〇大魔王」と囁かれている。
助手の不手際があった際は「目開けて寝てるのか?」などの暴言を吐くことが多く、とても器用な性格とはいえないが、解剖に関しては異様なまでの正義感と使命を背負って臨む。
25年前の高校時代に父親が亡くなってから大学卒業まで兵藤の一軒家で過ごす。父親の死因を飛び降り自殺でなく、脳梗塞を引き起こしたことによる転落死と証明してくれた兵藤を慕い、彼と同じ解剖医の道に進む。
北見の司法解剖をめぐる騒動で埼玉中央医科大学奥玉分室に異動となったが、伊達に呼び出されて日本法医学研究院の解剖医に復帰する。
慶徳小笠原病院の医師連続殺人事件に関わる中で、25年前に他界した父・啓介の「本当の死因」と恩師・兵藤の過去を知り、さらに兵藤が自殺する前に書き記した謝罪の手紙を読んだことで真実を暴くべきか葛藤する。悩んだ末に、兵藤の意思を尊重して連続殺人事件の真相を隠蔽するが、それによって新たに小笠原達三と安本健一を死に至らしめた責任をとり、伊達に退職届を出す。釣り堀で釣りをしているときに千聖がやってきて景を助けてほしいと求められ、自分と同様に解剖医としての道を踏み外しかねないとの危惧から、景のために今度こそ真実を明らかにしようと決心する。女性をターゲットにした金槌による連続殺人事件を解決した後に伊達のいる院長室に訪れ、退職を撤回する。
北見殺人事件の真相を探ろうと楓を自宅に呼び出し、彼女に殺害される。
中園景（なかぞの けい）〈26〉
演 - 飯豊まりえ
新人解剖医。柚木の暴言に対して怯まずに反論する度胸を持っている。
臨床医を目指していたが、兵藤の著書を読んで感銘を受け、彼の一番弟子である柚木に弟子入りを志願して解剖医になる。その意志の強さの裏には、彼女の妹・優が頭を殴打されて意識不明に陥った悲しい事件が潜んでいる。
柚木の司法解剖を行い、北見と同様に窒息死させられた証拠となる繊維を取り出し、北見殺人事件の決定的証拠を掴む。
春日美晴（かすが みはる）〈34〉
演 - 佐津川愛美
薬毒物検査責任者。可愛らしい顔をしているが、趣味や服装は派手である。
橘祐輔（たちばな ゆうすけ）〈35〉
演 - 淵上泰史
国立帝都大学医学部法医学准教授→日本法医学研究院副院長。伊達の下僕的存在。
伊達が日本法医学研究院の院長の職に就いたことに伴い、日本法医学研究院の副院長に就く。千葉雄一の司法解剖を行い真実を隠蔽したものの、柚木と千聖による殺人現場再調査と伊沢の体内にあった弾丸によって真相が表沙汰になったことにより、責任をとって日本法医学研究院を退職する。退職後はパチンコに入り浸っている。
25年前に慶徳小笠原病院で医療ミスが起きたことや日本法医学研究院が解剖結果を捏造していることを「柚木への復讐」として内部告発する。内部告発は伊達に知れ渡り、彼に真相を隠蔽することを条件に日本法医学研究院に復帰させることを告げられる。
松沢大輝（まつざわ だいき）〈40〉
演 - 吉田ウーロン太
四方田隼斗（よもだ はやと）〈30〉
演 - 小久保寿人
上記2名は解剖医助手。
兵藤邦昭（ひょうどう くにあき）〈64〉
演 - 西田敏行（特別出演）
院長。26年前に日本法医学研究院を設立させた。
物言わぬ遺体に対して真摯に向き合う姿勢を貫く。柚木にとっての目標でもある。
北見の司法解剖をめぐる騒動で院長を辞職した。
辞職後は一軒家で独り暮らしをしていたが、伊達の訪問直後に首を吊っている状態で死亡しているところを、その後訪れた柚木と景に発見される。
日本法医学研究院設立のために、当時の厚生大臣と慶徳小笠原病院院長から安本祥子の司法解剖の依頼を受けた際、彼らの優位になるような解剖結果を捏造したことや、その事実を暴こうとして毒殺された柚木の父・啓介の死因も捏造したことを、伊達が柚木に対して明らかにした。また、自殺する前に柚木宛ての手紙を送っており、その手紙には啓介の死因を偽装したことへの謝罪と、柚木との信頼関係が崩れるのを恐れて真実を告げられなかった自身の想いが綴られていた。
伊達明義（だて あきよし）〈52〉
演 - 仲村トオル
国立帝都大学医学部法医学教授→日本法医学研究院院長。
純粋に真実を求めたい柚木とは対照的に、真実を求めるためならば権力を利用することも厭わない。その一方で、法医学者としての柚木の能力を高く評価しており、彼が小笠原達三と安本健一の死を招いたことに責任を感じて退職願を出した時には「君はこの研究所に必要な人間だ」と告げている。帝徳大学医学部法医学教室研究員時代に兵藤の下で日本法医学研究院設立を目指していたが、同僚の死をきっかけにして設立前に兵藤と袂を分かつ。
北見の司法解剖をめぐる騒動で、兵藤が日本法医学研究院の院長を辞職したことに伴い、後任として院長の職に就く。
日本法医学研究院を独立した組織にするために権力を利用し、佐々岡からの北見殺害事件の隠蔽指示に従っていたが、柚木の死後からは態度を改め、佐々岡が柚木を「邪魔者」呼ばわりしたり、景が柚木の司法解剖をするのを妨害された際には強い憤りを露にしていた。柚木とその父・啓介の墓の前で一からやり直すことを誓う。

#### 警視庁捜査一課
和泉千聖（いずみ ちさと）〈43〉
演 - 松雪泰子
管理官。階級は警視。かつて柚木とは結婚目前までの関係にあった。勝ち気な性格であるがゆえに、1度酒が入ると誰も手がつけられなくなる。
北見永士の捜査の件で責任を取らされ押収品管理室室長への異動が決まっていたが、北見殺害事件で楓を逮捕してからは引き続き捜査一課に残っている。
高橋紀理人（たかはし きりと）〈26〉
演 - 高杉真宙
千聖と行動をともにしている刑事。階級は警部補。刑事としての経験は浅いが、とても勘が鋭い。
吉川
演 - 水澤紳吾
階級は警部。
楓にとって不利になる情報を佐々岡に逐一報告していた。北見殺害事件の真相が映っているNo.9カメラの映像データから、決定的証拠となる箇所を削除する様、鑑識官に金銭を渡して指示していた。
下山益男（しもやま ますお）〈58〉
演 - 利重剛
課長。階級は警視正。非常に人情味あふれる人物で、必要不可欠と理解した場合は陰ながら手助けをする。
北見永士の捜査の件で責任を取る事となり、運転免試験場長への異動の辞令を受ける。　

#### 主要人物の家族

##### 柚木家
柚木啓介
演 - 岡安泰樹
柚木の父。慶徳小笠原病院の医師。
25年前の彼の死因を、兵藤は脳梗塞を引き起こしたことによる転落死と柚木に伝えていた。しかし、25年後に父と同時期に慶徳小笠原病院で亡くなった安本祥子の医療カルテを見た柚木は不審に思い始める。
小笠原達三が安本祥子の手術をミスしたことを知り、彼に対して遺族に謝罪するように言うが、その際に薬物入りの紅茶を飲まされ、外階段でもがき苦しんで転落死した。

##### 中園家
中園優
演 - 黒崎レイナ
景の妹。3年前の高校時に誰かに頭を殴打されて未だに意識不明。首元に「5P」の文字が残されていた。
意識はないものの、景から殴打した犯人が捕まったとの報告に涙を流し、彼女を安心させる。
中園陽一
演 - 中村まこと
景の父。寿司屋を営んでいる。

#### その他
島崎楓（しまざき かえで）〈20〉
演 - 森川葵
島崎藤一郎の娘。通っている大学内で「楓様」と呼ばれている。
国民的人気歌手である北見が遺体で発見された事件において、捜査線上に浮かび上がる。
世間からは清楚な印象を持たれているが、その素性は、北見殺害事件で凶器として使用した「青いクマのぬいぐるみ」を「記念品」として処分せずに自宅に保管したり、柚木から「北見がどんな顔で亡くなっていたのか」を笑顔で聞き出そうとするなど猟奇的な性格で、時には殺人などの犯罪も躊躇無く行い、自らの独断による行動で父・藤一郎を含めた周囲の人たちが翻弄されるのを見て楽しむ傾向がある。
柚木と宮島との刑務所の面会の直前に宮島と面会していた。死の直前の会田ともホテルで会っていた。
柚木に呼び出されて、自身が北見の楽屋に出入りしている映像を交換条件に出頭するように言われるが拒否し、北見と同様の窒息による方法で柚木を殺害する。その後、景による柚木の司法解剖と、柚木が楓を自宅に呼び出す際に仕掛けていた隠しカメラの映像が決定的な証拠となり、北見殺害事件と柚木殺害事件の容疑で逮捕される。
佐々岡充（ささおか みつる）〈44〉
演 - 木下ほうか
国会政党である自由民政党副総裁・島崎藤一郎の秘書。
悪知恵がとてもよく働き、伊達に対しても良からぬ横槍を入れてくる。
島崎藤一郎
演 - 小木茂光
自由民政党副総裁。次期総裁候補と騒がれている。
娘である楓の狂気性は知っていたが、「総裁選が終わるまで大人しくしていて欲しい」と懇願したりするだけで、無理に止めようとはしなかった。
娘の楓が逮捕された後、衆議院議員を辞職するが、事件の詳細や「警察への圧力」に関する記者からの質問には答えなかった。
北見永士（きたみ えいじ）〈26〉
演 - 横山涼
抜群の人気を誇るユニットのボーカル。島崎楓の元恋人。女性にだらしない一面がある。
ライブ会場の控室で遺体となって発見される。柚木が解剖をして青い糸くずを見つけた結果、死因は鼻と口を塞がれたことによる窒息死と断定されたが、伊達により青酸カリによる毒殺としてもみ消される。
宮島清花（みやじま さやか）〈25〉
演 - 柳美稀
北見担当のスタイリスト。
北見の死後、彼に青酸カリを飲ませ毒殺したと警察に自首する。その後、北見殺害事件の被疑者として起訴される。
埼玉刑務所で服役中に父の死を知り、それをきっかけに北見殺害事件の真相を話そうと千聖に電話するが、彼女の代理で刑務所の面会室に訪れた柚木に一転して記憶違いと伝える。翌日、シャワーを浴びているとき、シャワー室の細工された電灯に触れた事により感電死する。
会田幹彦（あいだ みきひこ）〈49〉
演 - 猪野学
北見が所属する芸能事務所の社長。
北見の悪い噂を払拭しようとする一方、彼とは不仲でよく揉めていた。
北見殺害事件の容疑をかけられた後、逃亡先のホテルで謎の死を遂げる。

#### ゲスト
複数回登場の場合は括弧（）内に表記（FILE4 / FILE5除く）。

##### FILE1
COLOR CREATION
演 - 本人
北見と共に6人組ユニットを結成。

##### FILE2
須賀原学〈27〉
演 - 柾木玲弥
埼玉在住のタクシー運転手。
牧原良江
演 - 山野海
埼玉中央医科大学奥玉分室 解剖医助手。
持田
演 - 原金太郎
埼玉県警 刑事。
野村一寿
演 - 石田圭祐
厚生労働省 副大臣。
井上真理
演 - 水嶋ミナ
須賀原の高校・大学の同級生。自宅のアパートで遺体となって発見される。

##### FILE3
入江浩二
演 - 山崎一
警視庁組織犯罪対策第四課課長。階級は警視正。
黒川時雄〈34〉
演 - 内村遥
警視庁組織犯罪対策第四課刑事。階級は警部補。
本郷正治〈43〉
演 - 土屋佑壱
警視庁組織犯罪対策第四課刑事。階級は警部。千聖と同期。
伊沢明夫〈28〉
演 - 高尾悠希
暴力団 龍厳会 構成員。第四課に千葉を銃殺した被疑者とされる。
千葉と同じ現場で腹部を拳銃で撃たれ、原の手当てを受けたものの死亡する。
彼の死の直後に、病院で景が電話による柚木の指示により弾丸を取り出す。この弾丸が決定的証拠となり、真相が明らかになる。
原
演 - 笠松将
暴力団 龍厳会 構成員。
拳銃で撃たれた伊沢を事務所まで運び込んだ。
千葉雄一〈25〉
演 - 諫早幸作
暴力団 龍厳会 構成員。
歓楽街のプールバー内で、腹部と眉間に銃撃を受け殺害される。
第四課と司法解剖した橘によって、暴力団員の抗争で射殺されたものと結論を下される。

##### FILE4 / FILE5
小笠原達三〈63〉
演 - 篠井英介
慶徳小笠原病院 院長。25年前の安本祥子の手術の執刀医。
その手術での医療ミスを隠蔽するために、アンチモンの入った紅茶を最初に柚木の父・啓介に飲ませ、25年後に手術に関わった関係者4人にも飲ませて殺害する。警察の家宅捜索でアンチモンが検出され取り調べを受けていたが、柚木が解剖結果により「致死量に達していない」と報告したことによって釈放される。その後、遺族の安本健一を院長室に呼び出し、アンチモンの入った紅茶を飲ませて殺害する際、彼に青酸カリの入った紅茶を飲まされ死亡する。
門田康則〈57〉
演 - 飯田基祐
慶徳小笠原病院 外科部長。25年前の安本祥子の手術の第一助手。
柳・馬場・長谷部の死後、彼らと同様に小笠原にアンチモンの入った紅茶を飲まされ死亡する。
安本健一
演 - おかやまはじめ
25年前に亡くなった安本祥子の父。
娘の祥子が手術を受けたあとに急変して亡くなったのは医療ミスによるものと病院に訴えたが、兵藤の解剖結果で病死とされ一度は納得する。
小笠原に呼び出され、彼に謝罪を求めたが聞き入れてもらえず、青酸カリを飲ませて殺害するが、自らも小笠原にアンチモンの入った紅茶を飲まされ死亡する。
安本祥子〈享年17〉
演 - 赤塚俊子
25年前に慶徳小笠原病院で手術ミスにより死亡した高校生。
柳輝久〈52〉
演 - 三輪隆
慶徳小笠原病院の医師。25年前の安本祥子の手術の麻酔科医。
路上で突然倒れ、その後死亡する。
馬場誠二〈54〉
演 - 吉倉丈宜
慶徳小笠原病院の医師。25年前の安本祥子の手術の第二助手。
家族と出掛けたレストランの階段で遺体として発見される。
長谷部麗子〈51〉
演 - 常松恵子
25年前に安本祥子の手術に立ち会った看護師。その後は六本木でバーを経営。
柳と馬場が亡くなる1週間前から店を閉め、失踪している。
柳と馬場の死の3日後、多摩川河川敷にて遺体で発見される。
和久田昇
演 - 浜田信也（FILE4のみ）
かつて帝徳大学医学部法医学教室で兵藤の下で伊達とともにいた研究生。
司法解剖中に青酸ガスを吸ったことにより亡くなった。この件をきっかけにして、伊達は兵藤と袂を分かつようになる。
小笠原達臣
演 - 並樹史朗（FILE5のみ）
25年前の慶徳小笠原病院の院長で、小笠原達三の父。
息子の達三が犯した医療ミスを隠蔽するように当時の厚生大臣に依頼し、兵藤に司法解剖の捏造を依頼する。
厚生大臣
演 - 小杉幸彦（FILE5のみ）
25年前の厚生大臣。
小笠原家と昵懇の仲で、達臣の依頼を受け、彼の兵藤に対する司法解剖の捏造依頼に同席している。

##### FILE6
落合亮一郎
演 - 渋谷謙人
大野が殺害された現場の近くで金槌を所持していた男。事件当時のアリバイがあり、無実を主張する。
景・優姉妹と同じ高校出身で留年経験がある。過去にゲーム開発会社で研修中に、「女性をターゲットにした無差別殺人」を題材に自ら考案したゲームのシナリオを上司に見せるが、「才能以前に、人間性に問題がある」と指摘されたことで逆上し、近くに置かれていたカッターナイフで襲いかかり、その後退職していた。
証拠不十分で釈放された数日後に、女性を金槌で襲おうとしたところを尾行していた高橋に取り押さえられる。取り調べ室で景と対話した際、「ゲームはまだ続く」と意味深な発言をする。
野田時人
演 - 濱正悟（FILE7）
プログラマー。落合と同じ高校出身で同様に留年経験がある。頸椎ヘルニアで肩を痛めている。
野田の上司
演 - ウダタカキ
研修中の落合が考案したゲームのシナリオを見て、彼の人間性を批判した為、落合にカッターナイフで襲われる。
大野里佳子
演 - 鈴木つく詩（FILE5）
金槌で頭を殴打されて亡くなった女性会社員。首元に「20P」の文字が残されていた。
3年前に景の妹・優の首元に「5P」の文字が残されていたことから、同一犯による「女性をターゲットにした無差別殺人」であることが明らかになる。

##### FILE7
山本
演 - 宮地雅子
宮島が服役している埼玉刑務所の刑務官。宮島がシャワー室で感電死したときの立会人で第一発見者。
中島亜希
演 - 長井短（FILE8）
宮島と一緒の雑居房にいた埼玉刑務所の受刑者で宮島の親友。
宮島から北見に青酸カリを飲ませた真犯人を聞いた。シャワー室で宮島の様子を見たとき、すでに彼女は亡くなっていたが、翌日の仮釈放が取り消される事を恐れ言い出せずにいた。
久保田
演 - 遠山悠介（FILE8）
芸能事務所の社長・会田の側近。警察が押収しようとしたスタッフジャンパーを段ボールごと燃やして隠蔽しようとする。
山田
演 - 桜まゆみ
北見のライブ会場に当時いたスタッフ。
北見が亡くなった当日自身が着ていたスタッフジャンパーを千聖たちに提供する。

##### FILE8
会田沙織
演 - 稲村梓
会田の妻。会田と離婚しようとしている。

##### LAST FILE
奥野
演 - 廣川三憲
北見永士殺人事件に携わった当時の品川東署の鑑識官。
その後は鑑識官を退職し、糖尿病合併症で入院している。
妻（演 - 池谷のぶえ）からは真相を警察に話すように説得される。

### スタッフ
- 脚本 - 羽原大介、香坂隆史
- 音楽 - 澤野弘之、KOHTA YAMAMOTO
- 主題歌 - 東方神起 「ミラーズ」（avex trax）[23]
- 法医学監修 - 高木徹也、奈良明奈
- 警察監修 - 石坂隆昌
- 医療監修 - 山本昌督、根本千草
- 法務監修 - 加藤正明
- 原作コーディネート - 楊惠景
- 制作協力 - トータルメディアコミュニケーション
- エグゼクティブ・プロデューサー - 内山聖子
- プロデューサー - 飯田爽、下山潤
- 監督 - 七髙剛、山本大輔、片山修
- 制作著作 - テレビ朝日

### 放送日程
| 話数                                                                         | 放送日  | サブタイトル           | ラテ欄                                                                 | 脚本     | 監督     | 視聴率 |
| ---------------------------------------------------------------------------- | ------- | ---------------------- | ---------------------------------------------------------------------- | -------- | -------- | ------ |
| FILE1                                                                        | 7月11日 | ゲームの始まり         | 死体は語る法医学サスペンス誕生 天才解剖医が盗んだ体のトリック          | 羽原大介 | 七髙剛   | 14.3%  |
| FILE2                                                                        | 7月18日 | 都会の死体、田舎の死体 | 自殺!? 他殺!? 都会と田舎2つの死体 見逃された殺意の痣                   | 香坂隆史 | 七髙剛   | 09.5%  |
| FILE3                                                                        | 8月01日 | 隠蔽されたサイン       | 消された犯罪密室での緊急解剖…!! 許されぬオペの結末                     | 羽原大介 | 山本大輔 | 11.5%  |
| FILE4                                                                        | 8月08日 | 法医研（そしき）の闇   | 見えない毒!? セレブ病院の紅茶殺人 25年前の点と線…!?                    | 香坂隆史 | 山本大輔 | 09.5%  |
| FILE5                                                                        | 8月15日 | 見えない毒             | 究極の選択!? 25年前の事件が導く毒トリック                              | 香坂隆史 | 片山修   | 10.7%  |
| FILE6                                                                        | 8月22日 | 殺人シナリオ           | 絶対崩れないアリバイのトリック!? 残された“P”の謎                       | 羽原大介 | 山本大輔 | 09.9%  |
| FILE7                                                                        | 8月29日 | 私は殺してない         | 真犯人登場!? “私殺してない” 魔性のファーストレディ                     | 羽原大介 | 七髙剛   | 10.0%  |
| FILE8                                                                        | 9月05日 | 真犯人はここに         | ついに最終章 最後の証拠は青いクマ 権力への反撃開始!!                   | 香坂隆史 | 山本大輔 | 11.1%  |
| LAST FILE                                                                    | 9月12日 | 真実のサイン           | 衝撃最終回 幻のNo.9カメラ発見!? 柚木VS最恐悪女対決!? まさか…号泣の結末 | 羽原大介 | 七髙剛   | 12.1%  |
| 平均視聴率 10.9%（視聴率はビデオリサーチ調べ、関東地区・世帯・リアルタイム） |         |                        |                                                                        |          |          |        |

### 関連商品
DVD
- ドラマ「サイン-法医学者 柚木貴志の事件-」DVD-BOX：2020年1月15日発売、バップ、ディスク5枚、品番：VPBX-15866

サウンドトラック
- ドラマ「サイン-法医学者 柚木貴志の事件-」オリジナル・サウンドトラック：2019年9月11日発売、バップ、品番：VPCD 86286

| テレビ朝日系 木曜ドラマ                               | テレビ朝日系 木曜ドラマ                                      | テレビ朝日系 木曜ドラマ                                                       |
| 前番組                                                | 番組名                                                       | 次番組                                                                        |
| ----------------------------------------------------- | ------------------------------------------------------------ | ----------------------------------------------------------------------------- |
| 緊急取調室 （3rd SEASON） （2019年4月11日 - 6月20日） | サイン -法医学者 柚木貴志の事件- （2019年7月11日 - 9月12日） | ドクターX〜外科医・大門未知子〜 （第6シリーズ） （2019年10月17日 - 12月19日） |